# Voorsein

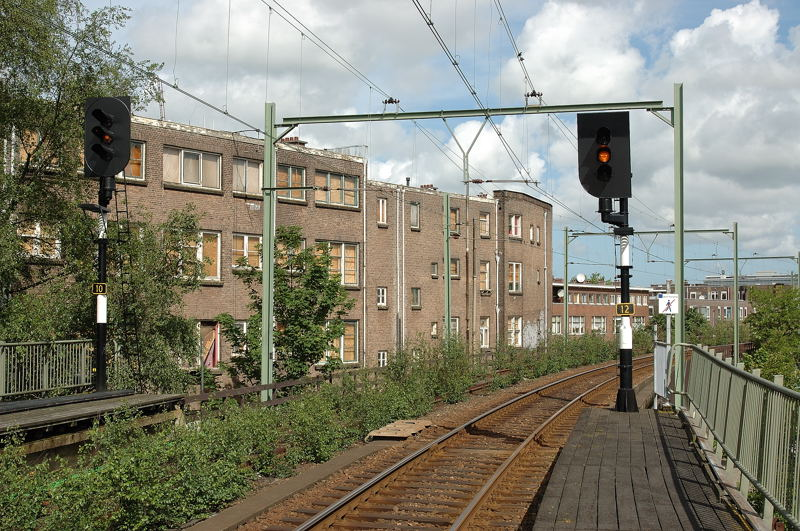
Voorseinen te Rotterdam Bergweg

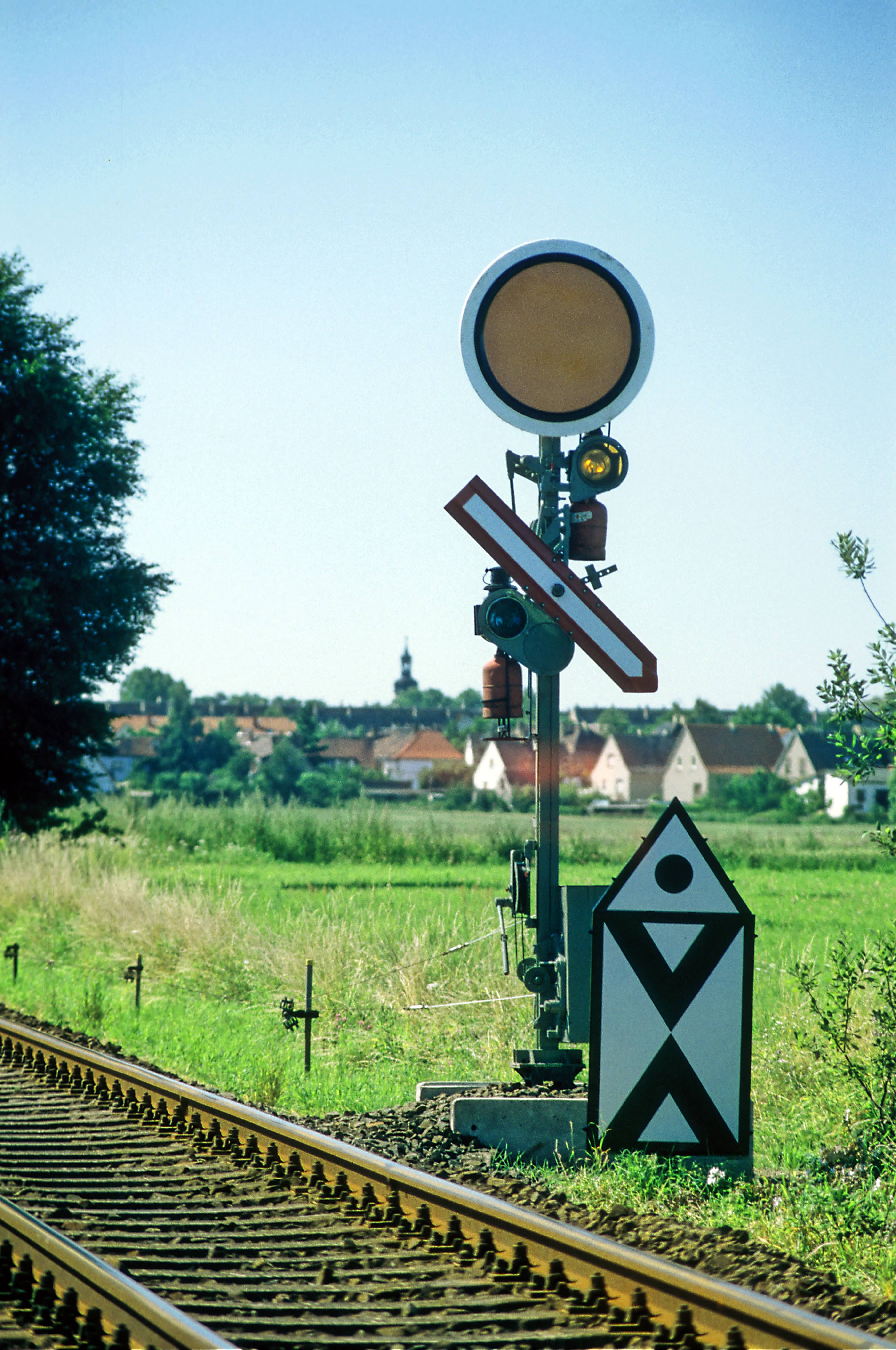
Duits mechanisch voorsein in de stand "rekenen op beperkte snelheid".

Een voorsein is een spoorwegsein dat informatie geeft over het eerstvolgende hoofdsein. Het staat op ten minste remwegafstand van dat hoofdsein. Zo wordt voorkomen dat een machinist zonder aankondiging vooraf plotseling met een stoptonend sein (rood sein) geconfronteerd wordt.
Een spoorweg is verdeeld in blokken, en aan het begin van ieder blok staat een hoofdsein dat bewaakt dat er maar één trein tegelijk in het blok kan rijden. Een voorsein bewaakt geen blok en zegt daarom in principe niets over de toestand van het baanvak tussen het voorsein en het bijbehorende hoofdsein: wanneer zich tussen voorsein en hoofdsein een trein bevindt en het volgende blok vrij is, zal het voorsein gewoon "rekenen op doorrijden" tonen. Het blok waarin de trein dan nog rijdt wordt namelijk bewaakt door het hoofdsein aan het begin van dat blok. Op drukke spoorlijnen worden korte blokken toegepast, blokken met minimaal de lengte van de remwegafstand. Een eventuele remopdracht wordt dan gegeven door een hoofdsein. De betekenis is dan: het blok dat de trein binnenrijdt is vrij, het daaropvolgende blok niet, en dus moet de trein beginnen met remmen om tijdig stil te staan.

## Situatie in Nederland
Een voorsein kan twee kleuren tonen: groen voor doorrijden toegestaan en geel voor snelheid verminderen en rekenen op stoppen. Een Nederlands voorsein is te herkennen aan de achtergrondplaat met enkele rechte hoeken of onder het sein een vierkant zwart bord met een witte "V". Veel blokken in Nederland zijn kort. In die situatie komen geen voorseinen voor, maar hoofdseinen die ook een remopdracht kunnen tonen.